# James S. Brown

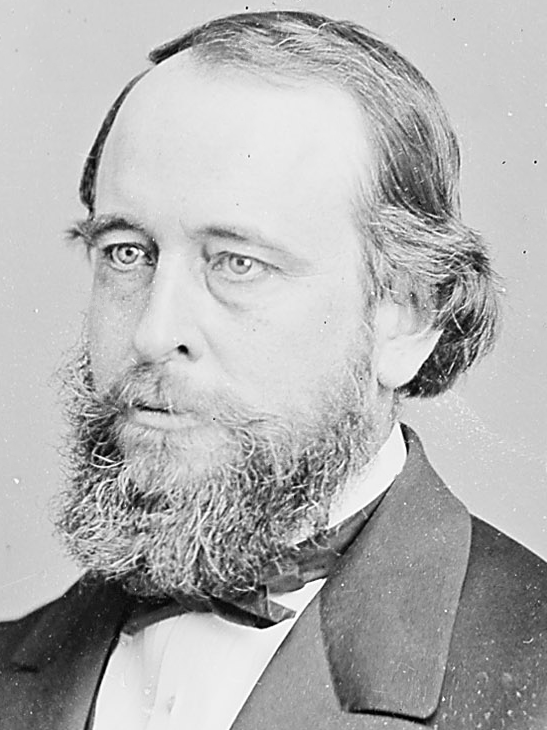
James S. Brown, 1865

James Sproat Brown (* 1. Februar 1824 in Hampden, Penobscot County, Maine; † 15. April 1878 in Chicago, Illinois) war ein US-amerikanischer Politiker.
Brown zog 1840 nach Cincinnati, Ohio. Er studierte Jura und wurde 1843 in die Anwaltschaft aufgenommen. Ab 1844 praktizierte er in Milwaukee, Wisconsin. Brown wurde 1846 zum Staatsanwalt von Milwaukee County gewählt und war 1848 und 1849 Attorney General von Wisconsin. 1861 hatte er das Amt des Bürgermeisters von Milwaukee inne.
Brown wurde als Demokrat in den Kongress gewählt und vertrat dort den Bundesstaat Wisconsin vom 4. März 1863 bis zum 3. März 1865 im US-Repräsentantenhaus. Nach einer erfolglosen Kandidatur für seine Wiederwahl 1864 und seinem Ausscheiden aus dem Repräsentantenhaus reiste Brown 1865 nach Europa, um seine angeschlagene Gesundheit wiederherzustellen. 1873 kehrte er in die Vereinigten Staaten zurück und begann wieder in Milwaukee zu praktizieren. Brown starb 1878 in Chicago und wurde auf dem Forest Home Cemetery in Milwaukee beigesetzt.